# Tonna galea

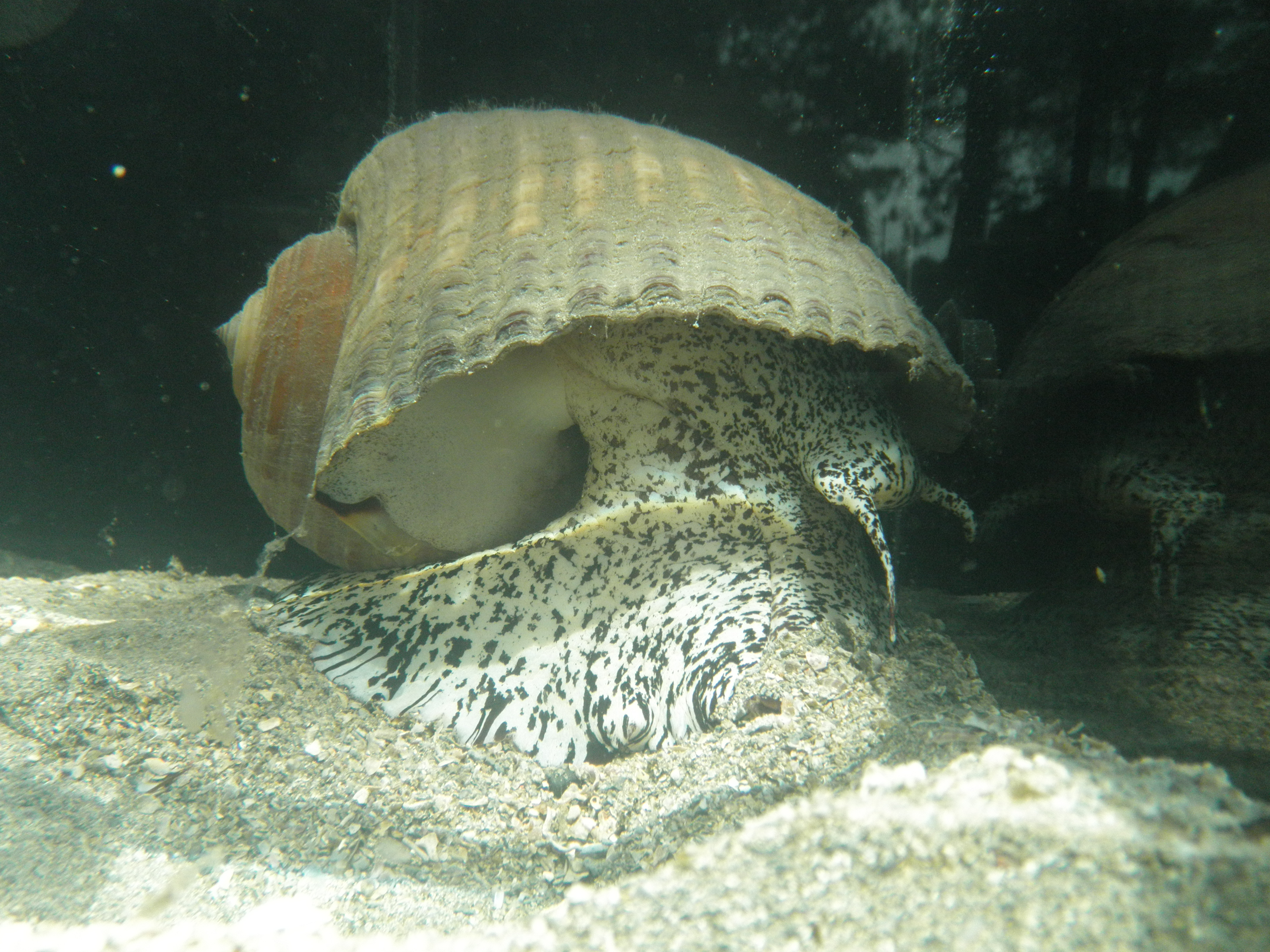
Tonna galea, sud della Croazia, 2018

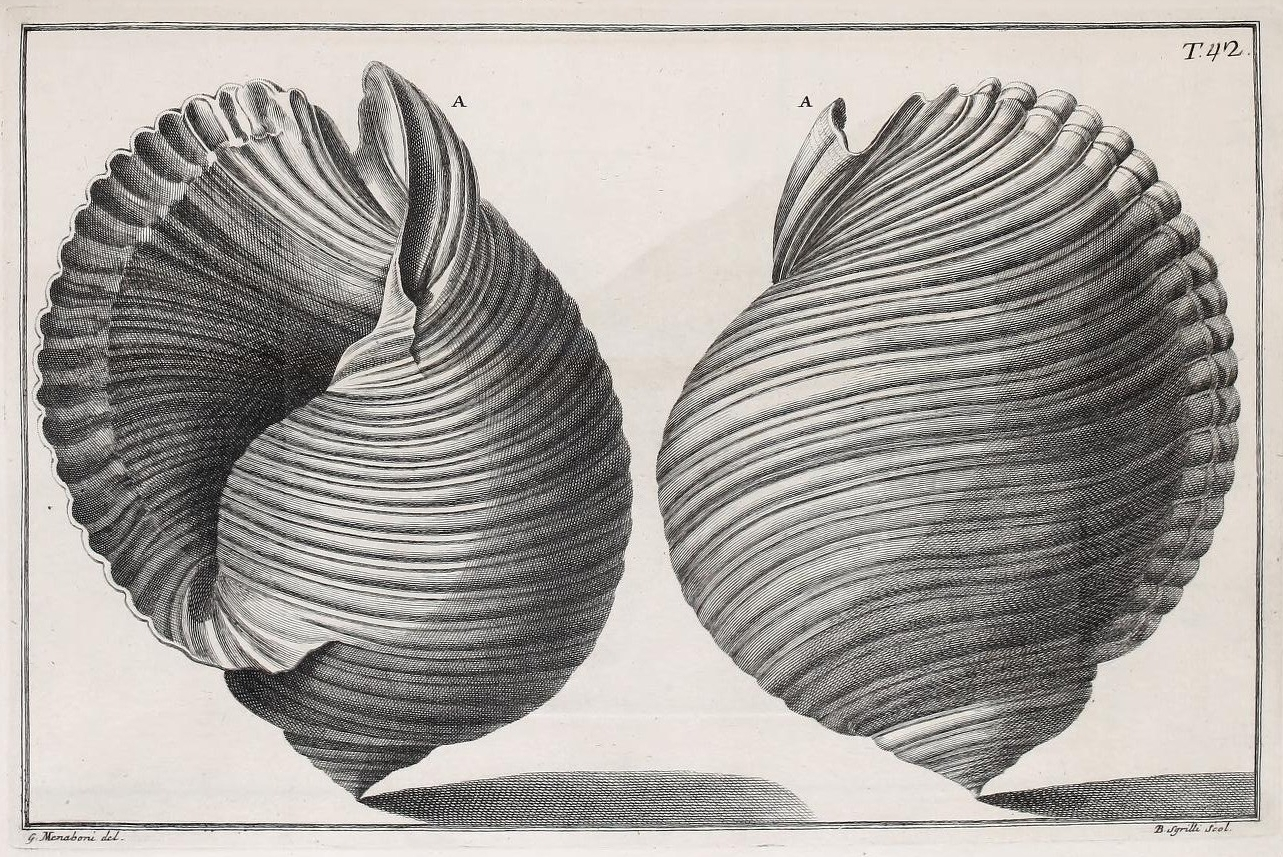
Illustrazione di Tonna galea a cura di Niccolò Gualtieri, 1742

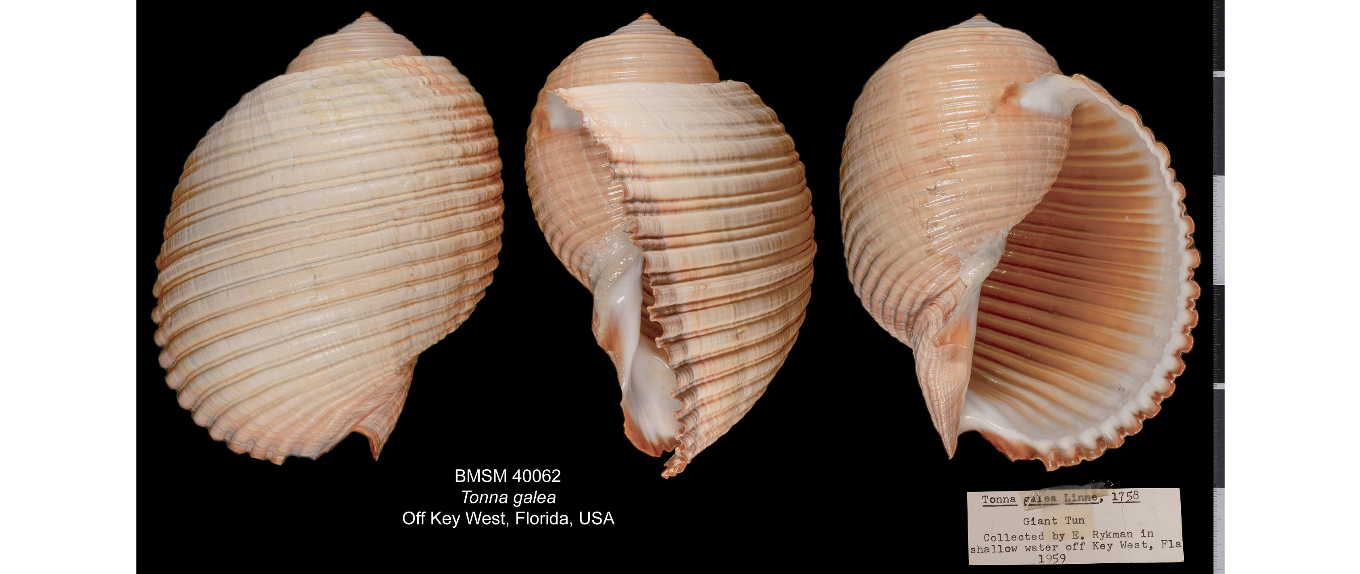
Tonna galea, isola di Key West, Florida

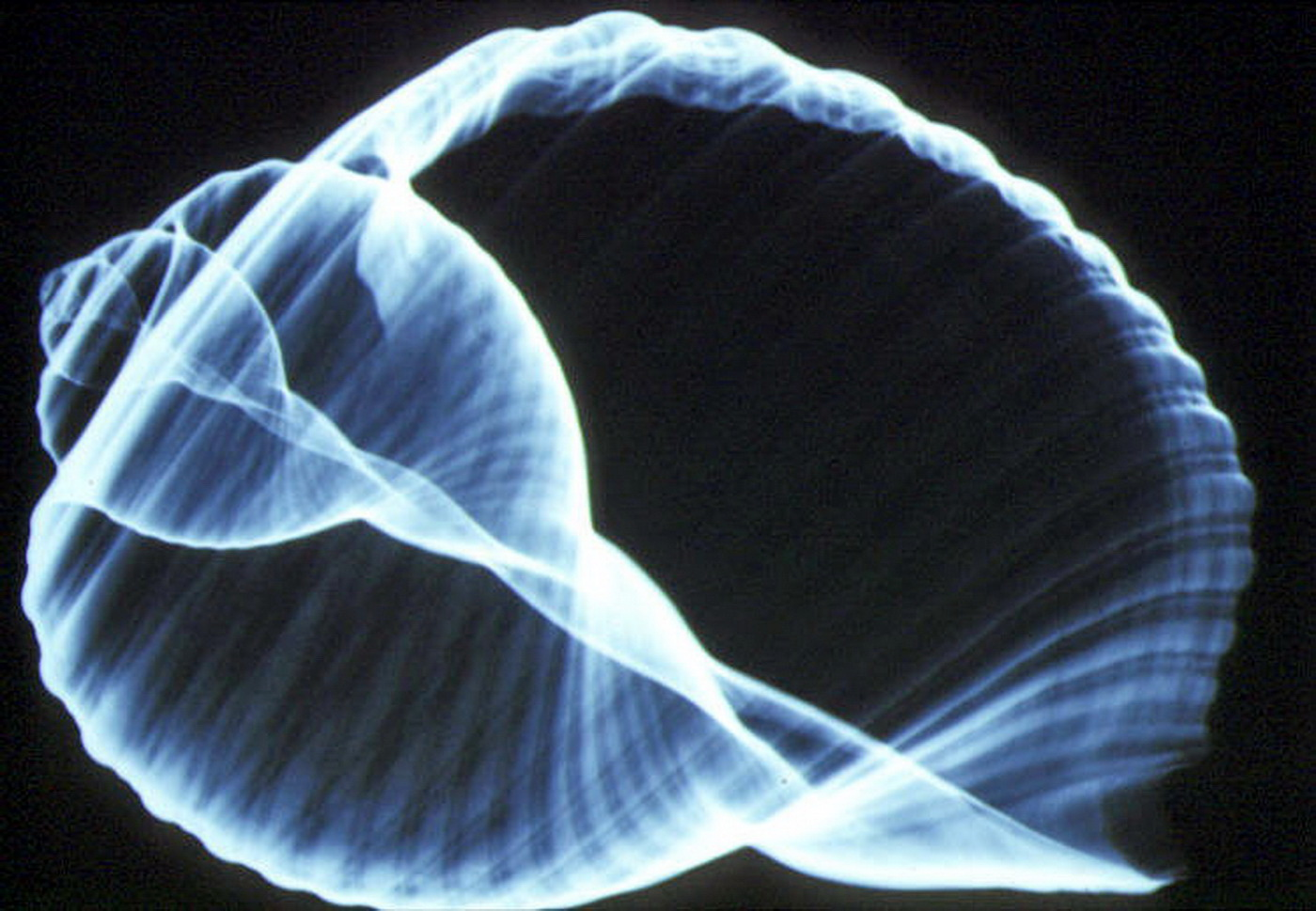
Immagine a raggi X della conchiglia di Tonna galea

Tonna galea (Linnaeus, 1758) è una specie di mollusco gasteropode marino della sottoclasse Caenogastropoda, nella famiglia Tonnidae.
Con il nome (sinonimo) Buccinum galea è la specie tipo del genere Tonna.

## Etimologia
L'epiteto galea deriva dalla omonima parola latina gălĕa che significa "elmo" ed indicava il copricapo utilizzato dai soldati dell'esercito romano, che era originariamente di cuoio, e più tardi anche di metallo. Il nome scientifico Dolium, usato in passato per indicare la Tonna galea, oggi considerato un sinonimo della stessa, e il nome comune Doglio, derivano entrambi dalla parola latina dolium, che indicava un recipiente di forma tondeggiante, chiamato anche orcio, giara o fusto, utilizzato dai Romani per conservare liquidi (olî, vino, ecc.).

## Descrizione
Conchiglia abbastanza grande, di forma ovato-globosa, ventricosa, sottile. Guglia conica, formata da sei volute convesse, ben distinte, caricate esternamente di costole larghe, piatte, leggermente rialzate, separate da solchi stretti e superficiali. I vortici della guglia sono isolati da una sutura incanalata profonda. Il vortice inferiore arrotondato e molto ventricoso. L'apertura è grande, subovata, internamente colorata di rossastro e segnata da nervature trasversali corrispondenti ai solchi esterni. Il labbro destro è dilatato, ondulato, sfumato di nero o marrone scuro sul bordo. Il labbro sinistro è biancastro, disteso in un piatto molto sottile sul ventre del vortice più basso. La columella è liscia, levigata, e forma alla sinistra dell'ombelico una spessa nervatura, segnata da strie trasversali, che termina all'emarginazione della base. La superficie esterna di questa conchiglia è di un uniforme colore fulvo rossastro; tuttavia le coste sono variegate con macchie larghe o macchie irregolari marroni e bianche che sono molto notevoli. Priva di opercolo. Il piede è largo e potente come in tutte le specie di Tonna.
La Tonna galea è la specie più grande del suo genere. Le conchiglie hanno dimensioni medie comprese tra 130 e 200 mm, ma sono stati trovati rari esemplari superiori a 230 mm e almeno un paio di esemplari sono stati documentati superiori a 300 mm.

## Distribuzione e habitat
La specie ha una distribuzione cosmopolita. Infatti si trova su entrambe le sponde dell'Oceano Atlantico: a ovest, dalla Carolina del Nord a sud attraverso il Golfo del Messico e il Mar dei Caraibi fino al Brasile e all'Argentina; a est, si estende dal Portogallo all'Africa nord-occidentale e attraverso il Mar Mediterraneo. Questa ampia distribuzione riflette la longevità dello stadio larvale fluttuante (planctonico), che ha facilitato la dispersione attraverso l'Oceano Atlantico attraverso la Corrente del Golfo.
La Tonna galea preferisce i fondali sabbiosi o fangosi al largo, e talvolta anche le praterie di posidonia, di solito a profondità che vanno da alcuni metri fino ad oltre 100-200 m.
La specie è protetta nel Mar Mediterraneo secondo l'Allegato II della Convenzione di Berna (Consiglio d'Europa, 1979) e il Protocollo sulle aree appositamente protette e la diversità biologica nel Mediterraneo della Convenzione di Barcellona (Allegato II) (Comunità Europea, 1999).

## Sinonimi
Di seguito un elenco di vari nomi scientifici che sono stati applicati a questa specie nel tempo.
- Buccinum galea Linnaeus, 1758
- Buccinum olearium Linnaeus, 1758
- Cadium galea (Linnaeus, 1758)
- Cadus galea (Linnaeus, 1758)
- Dolium (Dolium) galea (Linnaeus, 1758)
- Dolium (Dolium) galea antillarum (Mörch, 1877)
- Dolium (Dolium) galea var. brasiliana (Mörch, 1877)
- Dolium (Dolium) galea var. epidermata (de Gregorio, 1884)
- Dolium (Dolium) galea var. spirintrorsum (de Gregorio, 1884)
- Dolium (Dolium) galea var. tardina (de Gregorio, 1884)
- Dolium antillarum Mörch, 1877
- Dolium antillarum var. brasiliana Mörch, 1877
- Dolium epidermata de Gregorio, 1884
- Dolium galea (Linnaeus, 1758)
- Dolium galea var. epidermata de Gregorio, 1884
- Dolium galea var. spirintrorsa de Gregorio, 1884
- Dolium galea var. spirintrorsum de Gregorio, 1884
- Dolium galea var. tardina de Gregorio, 1884
- Dolium galeatum Locard, 1886
- † Dolium modjokasriense Martin, 1899
- Dolium tardina de Gregorio, 1884
- Dolium tenue Menke, 1830
- Tonna (Tonna) galea (Linnaeus, 1758)
- Tonna (Tonna) galea brasiliana (Mörch, 1877)
- Tonna (Tonna) galea galea (Linnaeus, 1758)
- Tonna galea abbotti Macsotay & Campos, 2001
- Tonna galea brasiliana (Mörch, 1877)
- Tonna olearium (Linnaeus, 1758)